# Asociația Club Sportiv Fortuna Covaci
Il Fortuna Covaci (denominazione completa Asociația Club Sportiv Fortuna Covaci) è una società calcistica di Covaci, Romania. Attualmente milita in Liga II.
È il primo club di una frazione (Covaci appunto, circa 700 abitanti) ad arrivare così in alto tra le varie categorie calcistiche rumene.

## Storia
Il Fortuna Covaci viene fondato nel 1973 da due fratelli di origine tedesca, Richard e Josef Awender, entrambi tifosi del Fortuna Dusseldorf (da qui il nome della squadra). A partire dal 1973-1974 viene iscritta al campionato judetean Timis per le frazioni (Campionatului Județean Sătesc Timiș), sesto e ultimo livello calcistico rumeno. Negli anni il club subirà anni di stop, fallimenti e rifondazioni fino a quando nel 2004 la squadra viene presa in gestione da Florin Macavei mentre è nel campionato municipale Timis. Da quel momento in poi per la squadra della frazione cominceranno gli investimenti e già subito nel 2005 si sfiora la promozione in Divizia D, arrivata comunque ad inizio 2006 quando l'AS Covaci (come era ridenominato) acquista il posto in Divizia D rimasto vacante per il fallimento del Vulturii Lugoj, campionato poi concluso al dodicesimo posto. Ad inizio 2007 poi Macovei acquista il posto in Liga III dal CS Tim-Giroc ma l'acquisizione non risulterà valida e quindi nell'estate 2007 la denominazione del club ritornerà Fortuna Covaci e Macovei consegnerà alla FRF tutti i documenti per l'iscrizione sotto questa denominazione alla Liga III 2007-2008, conclusa poi all'ottavo posto. L'anno seguente è l'anno della svolta per il Fortuna Covaci che riesce nell'impresa di vincere la Liga III ed essere promosso in Liga II, prima squadra di una frazione ad arrivare a quel livello. La squadra però riesce a rimanere un solo anno in Liga II retrocedendo immediatamente dopo un campionato sempre tra terzultimo e penultimo posto.

## Stadio
Lo Stadio Fortuna è situato all'interno del Complex Sportiv Fortuna all'uscita della frazione verso Timișoara. Inaugurato il 31 maggio 2008 è uno degli stadi più moderni della Romania ed ha una capacità di 1500 posti tutti a sedere. All'interno della tribuna principale troviamo la sala TV, la sala VIP e la sala stampa della squadra.

## Rosa 2009-10
| N. |                    | Ruolo | Calciatore               |
| -- | ------------------ | ----- | ------------------------ |
| 1  | Romania (bandiera) | P     | Madalin Smaranda         |
| 2  | Romania (bandiera) | D     | Bogdan Mihet             |
| 3  | Romania (bandiera) | D     | Cristian Situwe-Ouatoula |
| 4  | Romania (bandiera) | C     | Cristian Suru            |
| 5  | Romania (bandiera) | C     | Caius Lungu              |
| 6  | Romania (bandiera) | C     | Cosmin Manecan           |
| 7  | Romania (bandiera) | C     | Michel Rosenblum         |
| 8  | Romania (bandiera) | C     | Razvan Trandu            |
| 9  | Romania (bandiera) | A     | Bogdan Steop             |
| 10 | Romania (bandiera) | C     | Ciprian Gherman          |
| 11 | Sudan (bandiera)   | A     | Mohamed                  |
| 12 | Romania (bandiera) | P     | Razvan Mitric            |
| 13 | Romania (bandiera) | C     | Catalin Danaila          |
| 14 | Romania (bandiera) | C     | Dan Roman                |
| 15 | Romania (bandiera) | D     | Costel Ionila            |

| N. |                    | Ruolo | Calciatore         |
| -- | ------------------ | ----- | ------------------ |
| 16 | Romania (bandiera) | D     | Petru Purda        |
| 17 | Romania (bandiera) | D     | Sandel Bumba       |
| 18 | Romania (bandiera) | D     | Beaniamin Ticana   |
| 19 | Romania (bandiera) | A     | Elvis Darvaru      |
| 20 | Romania (bandiera) | C     | Adrian Brazovan    |
| 21 | Romania (bandiera) | C     | Gheorghe Marisescu |
| 22 | Romania (bandiera) | D     | Mihai Hecsko       |
| 23 | Romania (bandiera) | P     | Catalin Coca       |
| 24 | Romania (bandiera) | C     | Gabriel Voicu      |
| 25 | Romania (bandiera) | D     | Calin Uzun         |
| 26 | Romania (bandiera) | A     | Andrei Suciu       |
| 27 | Romania (bandiera) | C     | Daniel Crisan      |
| 28 | Romania (bandiera) | D     | Alexandru Nistor   |
| 29 | Romania (bandiera) | C     | Adrian Negrut      |

## Palmarès
- Liga III: 1

2008-2009